# Football Club Canavese
Pour les articles homonymes, voir Canavese.
Le Football Club Canavese est le club de football de San Giusto Canavese, dans la province de Turin, au Piémont.

## Historique
Le club a été créé en 2001 par la fusion de l' Unione Sportiva Sangiustese (1946) et de l' Associazione Sportiva Volpiano (1919). Il évolue en Ligue Pro Deuxième Division en 2010/2011.